# Bionoblatta oiticicai
Bionoblatta oiticicai es una especie de insecto blatodeo de la familia Blaberidae.

## Distribución geográfica
Se la puede encontrar en Brasil.